# Malaysisches Heer
Das Malaysische Heer (malay.: Tentera Darat Malaysia) ist ein Teil der Streitkräfte Malaysias. Mit einer Personalstärke von 80.000 Soldaten ist es die mit Abstand größte Teilstreitkraft Malaysias (Luftstreitkräfte: 17.000 Mann, Marine: 18.000 Mann). Das Heer wurde in seiner jetzigen Form im Jahr 1963 zusammen mit dem Staat Malaysia gegründet, sieht sich aber in einer Traditionslinie mit früheren militärischen Einheiten, die teilweise noch vor dem Zweiten Weltkrieg unter britischer Kolonialherrschaft aufgestellt wurden, und feiert als Gründungstag den 1. März 1933.

## Geschichte

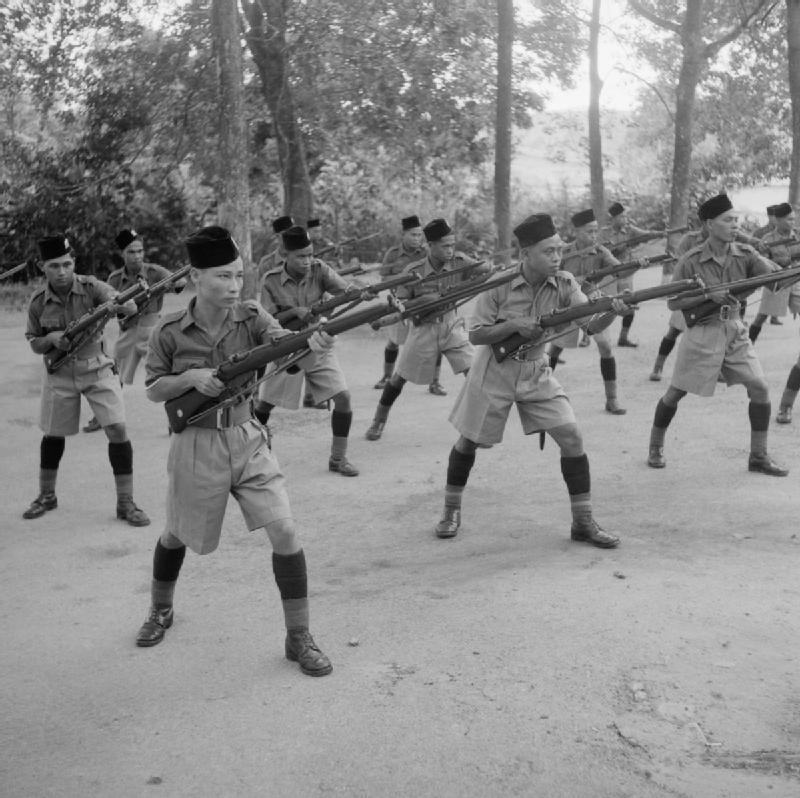
Rekruten des Malay Regiment 1941

### Gründungsphase
Das malaysische Heer sieht seine historischen Wurzeln in der First Malay Experimental Company, die am 1. März 1933 unter britischer Kolonialherrschaft aufgestellt wurde und aus malaiischen Rekruten und britischen Ausbildern bestand. Zweck der Kompanie war es, die Zahl der Einheiten der British Army und der British Indian Army in Malaya reduzieren zu können. Gleichzeitig gab man damit den Forderungen der malaiischen Sultane nach, die angesichts der imperialen Bestrebungen des Japanischen Kaiserreiches auf die Schaffung einer einheimischen Militäreinheit drängten. Die Personalstärke der Kompanie wurde in den folgenden Jahren konstant erhöht, 1935 wurde sie zum Malay Regiment aufgewertet, kurze Zeit später wurden erstmals auch Malaien als Offiziere eingesetzt, statt wie zuvor lediglich als einfache Mannschaften. Als Japan im Zweiten Weltkrieg große Teile Südostasiens eroberte, beteiligte sich das auf nun 1400 Soldaten angewachsene Malay Regiment zusammen mit britischen Einheiten an der letztlich erfolglosen Verteidigung der malaiischen Halbinsel und Singapurs. Während der japanischen Besatzungszeit wurde es aufgelöst.
Die zweite Militäreinheit, die ihre Geschichte in die Vorkriegszeit zurückdatieren kann, ist das Rejimen Renjer DiRaja (RRD, dt. „Königliches Ranger-Regiment“). Seine Wurzeln liegen nicht auf der malaiischen Halbinsel, sondern im Bundesstaat Sarawak auf der Insel Borneo im östlichen Teil Malaysias. Sarawak war vor dem Zweiten Weltkrieg keine britische Kolonie, sondern der Privatbesitz der Familie Brooke, die es für beinahe einhundert Jahre als Weiße Rajas beherrschten. Sie gründeten bereits 1862 als Teil des einheimischen Sicherheitsapparates die Sarawak Fortmen, die 1872 in Sarawak Rangers umbenannt wurden und sich aus verschiedenen einheimischen Volksgruppen rekrutierten, darunter zahlreichen Angehörigen der als „Kopfjäger“ bekannten Iban. 1932 wurde die Einheit aufgrund fehlender Finanzmittel aufgelöst und erst kurz vor der Japanischen Invasion Borneos 1941 wiedergegründet und im selben Jahr Teil der auch hier erfolglosen britischen Verteidigung. Auch die Sarawak Rangers wurden während der japanischen Besatzung aufgelöst.

### Malayan Emergency

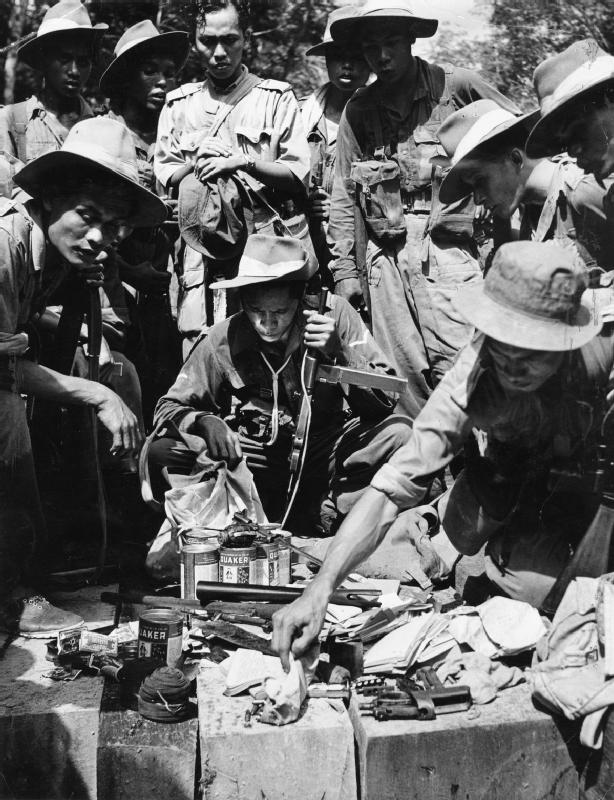
Malaiische Soldaten während der Emergency, 1949.

Während des Zweiten Weltkrieges unterstützte Großbritannien die Kommunistische Partei Malayas (KPM) und ihren bewaffneten Arm, die Guerillatruppe Malayan Peoples’ Anti-Japanese Army (MPAJA), da dies die einzige Organisation in Malaya war, die nach der Besatzung noch militärischen Widerstand gegen Japan leistete. Nach Ende des Zweiten Weltkrieges zerbrach dieses Bündnis sehr schnell, als die Briten als Kolonialherren nach Malaya zurückkehrten und den Forderungen der Kommunisten nach einem unabhängigen Malaya unter sozialistischer Staatsführung eine vehemente Absage erteilten. Dieses Zerwürfnis führte 1948 zum Ausbruch eines 12 Jahre währenden kommunistischen Aufstandes gegen die Briten, der Malayan Emergency. Der militärische Teil dieses Konfliktes wurde hauptsächlich von britischen, australischen und neuseeländischen Soldaten ausgetragen, doch auch der Aufbau einer einheimischen Armee wurde vorangetrieben. Das Malay Regiment, das bereits im September 1945 mit den überlebenden Veteranen der Vorkriegseinheit wiederaufgestellt worden war, wurde konstant verstärkt und hatte 1953 eine Stärke von sieben Bataillonen bzw. etwa 5000 Soldaten erreicht. 1952 wurden zusätzlich das Federation Regiment und das Federation Armoured Car Squadron gegründet worden. Anders als das Malay Regiment, das nur ethnische Malaien aufnahm, standen diese beiden Einheiten auch Mitgliedern der anderen ethnischen Gruppen offen. Gemeinsam bildeten sie so den Grundstein des malaiischen Heeres, die Föderation Malaya (zu diesem Zeitpunkt noch britische Kolonie) verfügte nun erstmals über eine de jure eigene Armee. 1957 erhielt Malaya die Unabhängigkeit als föderale parlamentarische Monarchie. Die Malayan Emergency dauerte bis 1960, bis die Kommunistische Partei Malayas den bewaffneten Kampf vorerst aussetzte und die verbliebenen Parteikader sich über die nördliche Grenze nach Thailand zurückzogen.
Aus Sarawak, das damals noch nicht Teil der Föderation Malaya war, sondern ab 1946 als separate Kolonie verwaltet wurde, waren seit Beginn der Emergency zahlreiche Iban, darunter ehemalige Mitglieder der Vorkriegs-Sarawak-Rangers, als Fährtenleser und Dschungelführer für den Einsatz in Malaya rekrutiert worden. Nachdem im Laufe der Jahre über 1000 Iban diesen Dienst geleistet hatten, wurde 1953 eine dedizierte Kampfeinheit gegründet und in Anlehnung an die Vorkriegseinheit Sarawak Rangers (Malayan Unit) genannt. Bis Sarawak 1963 gemeinsam mit Sabah und Singapur der Föderation Malaya beitrat und diese den heutigen Namen Malaysia annahm, waren die Sarawak Rangers offiziell Teil der British Army. In Anerkennung an ihren Ursprung als Iban-Einheit ist das Motto des Ranger-Regiments bis heute in der Iban-Sprache verfasst, es lautet Agi idup, agi ngelaban (wörtlich „Noch lebend, noch kämpfend“, oder freier: Kampf bis zum Tod). Auch das Wappen des malaysischen Heeres zeigt neben dem Kris-Dolch (der traditionellen Waffe der Malaien) auch ein Mandau, die traditionelle Waffe der Iban.

### Konfrontasi
Auch nach der Unabhängigkeit und dem Ende der Emergency verblieben britische Truppen im Land, der Schutz Malayas/Malaysias wurde durch das Anglo-Malayan Defense Agreement von 1957 sichergestellt, in dem sich Großbritannien, Australien und Neuseeland verpflichteten, Malaya im Konfliktfall militärisch beizustehen. Dieser Ernstfall trat bereits 1963 ein, denn das benachbarte Indonesien unter Führung von Präsident Sukarno lehnte die Bildung Malaysias ab und entsandte sein Militär zu Guerillaangriffen gegen Polizei- und Militärposten auf malaysischem Territorium. Dieser als Konfrontasi bekannte Konflikt, der allerdings nie zu einem massiven Krieg eskalierte oder die Existenz eines der beiden Staaten ernsthaft gefährdete, dauerte bis 1966. Das malaysische Heer war erneut eher unterstützend tätig, die Hauptlast der Kämpfe trugen britische Truppen. 1967, ein Jahr nach Ende der Konfrontasi, entschloss sich Großbritannien, alle Truppen, die es im Ausland östlich des Suezkanals stationiert hatte, zurückzuziehen. Damit einhergehend lief das Anglo-Malayan Defence Agreement im Jahr 1971 aus und wurde durch die Five Power Defense Arrangements ersetzt, die jedoch keinen militärischen Beistand garantieren, sondern lediglich eine enge Konsultation zwischen den Unterzeichnern (Großbritannien, Australien, Neuseeland, Malaysia und Singapur) im Krisenfall vorsehen. Daher stand nun erstmals das malaysische Militär alleinverantwortlich für die Sicherheit Malaysias ein und konnte sich nicht mehr auf Großbritannien als Schutzmacht verlassen.

### PERISTA-Phase und Neuorientierung
Bis zum Abzug der ausländischen Truppen war das malaysische Heer eher auf asymmetrischen Krieg und innere Sicherheit ausgerichtet. Dies lag einerseits an der Natur von Emergency und Konfrontasi, bei denen die Gefahr von kleinen Guerillagruppen statt von großen Kampfverbänden ausgegangen war, andererseits im Wissen, dass das Land im Falle einer äußeren Bedrohung von den Bündnispartnern des Anglo-Malayan Defence Agreement unterstützt worden wäre. Auch das Wiederaufflammen kommunistischer Guerillaaktivitäten in den späten 1960er-Jahren bestärkte diese Ausrichtung. Doch der endgültige Abzug der Briten ab 1971, verbunden mit dem Ende des amerikanischen Vietnamkrieges 1975 und dem folgenden Einmarsch Vietnams in Kambodscha 1978 schürte im Schatten des Kalten Krieges die Furcht vor einem konventionellen Krieg, auf den die malaysischen Streitkräfte zu diesem Zeitpunkt völlig unvorbereitet waren. In den späten 1970er-Jahren begann aus diesem Grund unter der Bezeichnung PERISTA (Abkürzung für Pembesaran Istimewa Tentera – Spezialvergrößerung der Streitkräfte) eine massive Aufstockung und Umstrukturierung des Heeres. So wurde es personell von 33.000 Mann am Ende der Konfrontasi 1966 zunächst auf 80.000 Mann im Jahr 1983 und schließlich knapp 110.000 Mann Ende der 1980er-Jahre aufgestockt. Gleichzeitig wurden Bemühungen unternommen, die Fähigkeiten des Heeres auf das gesamte Spektrum der konventionellen Kriegsführung auszuweiten und mit der Beschaffung entsprechender Waffensysteme begonnen. Wirtschaftliche Schwierigkeiten ab Mitte der 1980er und das Ende des Kalten Krieges führten jedoch zum Stop zahlreicher PERISTA-Maßnahmen.
In den 1990er-Jahren schließlich wurde die Sicherung der Seewege und Hoheitsgewässer zum strategischen Hauptanliegen Malaysias, wohingegen zu Lande keine unmittelbaren Bedrohungen mehr existierten. Aus diesem Grund haben Luftstreitkräfte und insbesondere Marine in den vergangenen zwei Jahrzehnten gegenüber dem Heer deutlich an Bedeutung gewonnen. Das Heer wurde auf seine heutige Personalstärke von knapp 80.000 Soldaten zurückgeschrumpft und hat in seinen Modernisierungsbemühungen nun insgesamt eine geringere Priorität als die anderen Teilstreitkräfte.

## Dienstgrade
Die Dienstgrade des malaysischen Heeres entsprechen denen der British Army, ihre Bezeichnungen sind, obwohl an die malaysische Sprache angepasst, sehr deutlich den britischen Vorbildern entlehnt, gleichzeitig ist auch die Form der Rangabzeichen den britischen Vorlagen nachempfunden.
| Offiziersdienstgrade                                | Offiziersdienstgrade | Offiziersdienstgrade | Offiziersdienstgrade | Offiziersdienstgrade | Offiziersdienstgrade | Offiziersdienstgrade | Offiziersdienstgrade | Offiziersdienstgrade | Offiziersdienstgrade | Offiziersdienstgrade | Offiziersdienstgrade |
| --------------------------------------------------- | -------------------- | -------------------- | -------------------- | -------------------- | -------------------- | -------------------- | -------------------- | -------------------- | -------------------- | -------------------- | -------------------- |
| Schulterklappe                                      |                      |                      |                      |                      |                      |                      |                      |                      |                      |                      |                      |
| Dienstgrad                                          | Fil Marsyal1         | Jeneral              | Leftenan Jeneral     | Mejar Jeneral        | Brigadier Jeneral    | Kolonel              | Leftenan Kolonel     | Mejar                | Kapten               | Leftenan             | Leftenan Muda        |
| Britische Entsprechung                              | Field Marshal        | General              | Lieutenant General   | Major General        | Brigadier            | Colonel              | Lieutenant Colonel   | Major                | Captain              | Lieutenant           | Second Lieutenant    |
| Ungefähre Entsprechung im NATO-Rangcode             | OF-10                | OF-9                 | OF-8                 | OF-7                 | OF-6                 | OF-5                 | OF-4                 | OF-3                 | OF-2                 | OF-1                 | OF-1                 |
| 1 Zeremonieller Dienstgrad des malaysischen Königs. |                      |                      |                      |                      |                      |                      |                      |                      |                      |                      |                      |

| Schulterklappe                          |                   |                    |                |           |          |                | Kein Rangabzeichen |
| Dienstgrad                              | Pegawai Waran I   | Pegawai Waran II   | Staf Sarjan    | Sarjan    | Koperal  | Lans Koperal   | Prebet             |
| Britische Entsprechung                  | Warrant Officer I | Warrant Officer II | Staff Sergeant | Sergeant  | Corporal | Lance Corporal | Private            |
| Ungefähre Entsprechung im NATO-Rangcode | OR-9              | OR-8               | OR-7           | OR-6/OR-5 | OR-4     | OR-3           | OR-2/OR-1          |

## Organisation
Gemäß der malaysischen Verfassung ist der König Oberbefehlshaber des Heeres, und einziger Inhaber des höchsten Dienstgrades Feldmarschall. In der Praxis ist dies allerdings eine rein zeremonielle Funktion ohne reale Befehlsgewalt. Die Streitkräfte Malaysias im Allgemeinen sind Teil des öffentlichen Dienstes und somit der Regierung untergeordnet. Die zivile Kontrolle wird ausgeübt vom Streitkräfterat (Majlis Angkatan Tentera) unter Vorsitz des Verteidigungsministers (Menteri Pertahanan).

### Heereshauptquartier
An der Spitze des malaysischen Heeres steht das Markas Tentera Darat (dt. „Heereshauptquartier“) unter dem Befehl des Panglima Tentera Darat („Kommandeur des Heeres“). Seit Mai 2010 wird dieser Posten von General Zulkifli Zainal Abidin innegehalten.
Dem Heereshauptquartier unterstehen einerseits vier Divisionen, von denen jede für die Verteidigung eines festgelegten Teils des Staatsterritoriums zuständig ist, andererseits befehligt es mehrere regional ungebundene Einheiten, die lageabhängig im ganzen Land eingesetzt werden können. Diese Einheiten zeichnen sich, verglichen mit dem Rest des Heeres, durch besondere Fähigkeiten oder Ausrüstung aus. Dazu gehört die Grup Gerak Khas, eine drei Bataillone umfassende Spezialkräftebrigade, die für Aufgaben wie Fernaufklärung, Sabotage, unkonventionelle Kriegsführung oder Geiselrettung ausgebildet ist. Daneben sind dem Heereshauptquartier die malaysischen Luftlandetruppen unterstellt, die in der Luftlandebrigade 10 (10 Briged Para) zusammengefasst sind. Zu dieser Brigade gehören neben drei Fallschirmjägerbataillonen auch ein Artilleriebataillon mit leichten Haubitzen, ein Zug leichter Panzer sowie eine Flugabwehrbatterie. Das Panzerbataillon 11 (11 Kor Armor DiRaja) als einzige mit Kampfpanzern ausgerüstete Einheit und das Artilleriebataillon 51 (51 Rejimen Artileri DiRaja) als einzige mit Mehrfachraketenwerfern ausgerüstete Einheit, sowie das Artilleriebataillon 22 (22 Rejimen Artileri DiRaja) als eines von lediglich zwei mit 155-mm-Haubitzen ausgerüsteten Einheiten unterstehen ebenfalls direkt dem Heereshauptquartier.

### Großverbände
Jede der vier Divisionen (Divisyen) des Heeres ist für die Verteidigung eines fest zugeordneten Teils des malaysischen Staatsgebietes zuständig. Die vier Divisionen unterstehen dem Markas Medan Tentera Darat (dt. „Heeresfeldhauptquartier“), welches wiederum dem Heereshauptquartier untersteht. Die Divisionen, jede etwa 10.000 bis 20.000 Mann stark, werden vom Divisionskommandeur (Panglima Divisyen), in der Regel ein Generalmajor, und seinem Generalstab (Markas Divisyen) befehligt und zählen zwischen zwei und vier Brigaden. Diese werden von einem Brigadegeneral befehligt und bestehen in der Regel im Wesentlichen aus leichter Infanterie, Artillerie- und Panzerverbände unterstehen direkt der Divisionsführung.
| Bezeichnung              | Verantwortungsgebiet (Betroffene Bundesstaaten)                                                                    | Angrenzende Staaten |
| ------------------------ | --- | ------------------- |
| 1. Division (1 Divisyen) | Ostmalaysia (Sarawak & Sabah)                                                                                      | Indonesien, Brunei  |
| 2. Division (2 Divisyen) | Norden der malaiischen Halbinsel (Kedah, Kelantan, Penang, Nord-Perak, Perlis, Terengganu)                         | Thailand            |
| 3. Division (3 Divisyen) | Süden der malaiischen Halbinsel (Johor, Malakka, Negeri Sembilan, Ost-Pahang)                                      | Singapur            |
| 4. Division (4 Divisyen) | Zentrum der malaiischen Halbinsel (Bundesterritorien Kuala Lumpur und Putrajaya, Selangor, West-Pahang, Süd-Perak) | /                   |

#### 1. Division(1 Divisyen)

Zuständigkeitsbereich der 1. Division

Die 1. Division ist für den östlichen Teil Malaysias, also die auf der Insel Borneo gelegenen Bundesstaaten Sabah und Sarawak verantwortlich. Diese beiden Bundesstaaten machen über 60 % der gesamten Landesfläche aus, womit der Zuständigkeitsbereich der 1. Division größer ist als die Zuständigkeitsbereiche der drei anderen Divisionen zusammengerechnet. Ostmalaysia ist zwar flächenmäßig deutlich größer als der Westteil, aber mit 5 Millionen Einwohnern im Vergleich zu den 22 Millionen Einwohnern Westmalaysias deutlich dünner besiedelt, infrastrukturell schlechter erschlossen ist und spielt sowohl wirtschaftlich als auch gesellschaftlich und politisch eine wesentlich geringere Rolle. Zudem liegt hier die über 1000 km lange grüne Grenze zu Indonesien. Seit Ende der Konfrontasi 1966 versuchen beide Staaten eine Politik der Entspannung zu vermitteln, weshalb sie auf der geteilten Insel Borneo traditionell eher wenige Truppen stationieren.
Das Landesinnere von Sarawak und Sabah, insbesondere die Grenzregion zu Indonesien, ist teilweise noch schwer zugänglich. Die drei Brigaden der Division – 3, 5 und 9 Briged – bestehen daher ausschließlich aus leichter Infanterie, der Einsatz schwerer Kräfte ist aufgrund der naturräumlichen Begebenheiten nur sehr eingeschränkt möglich. Lediglich ein mit Radpanzern ausgerüstetes Panzerbataillon (4 Kor Armor DiRaja) untersteht direkt der Divisionsführung und ist in Kuching, der Hauptstadt von Sarawak, stationiert. Zusätzlich steht ein Artilleriebataillon (6 Rejimen Artileri DiRaja) zur Verfügung.
Insgesamt unterstehen der 1. Division sieben Infanteriebataillone, die im Kriegsfall durch vier Reservistenbataillone des Territorialheeres ergänzt werden können.

#### 2. Division(2 Divisyen)

Zuständigkeitsbereich der 2. Division

Die 2. Division ist für den Norden der malaiischen Halbinsel verantwortlich, dies umfasst die Bundesstaaten Kedah, Kelantan, Penang, Perlis, Terengganu sowie den Norden von Perak. Damit sichert sie auch das Grenzgebiet zu Thailand, das unmittelbar an die Unruheregionen im thailändischen Süden grenzt. Die 2. Division ähnelt im Aufbau der 1. Division, ist aber zahlenmäßig stärker. Sie umfasst ebenfalls drei Brigaden (2, 6 und 8 Briged), allerdings mit insgesamt zehn leichten Infanteriebataillonen, verstärkt durch elf Reservistenbataillone. Daneben unterstehen der Divisionsführung ein Radpanzerbataillon (4 Kor Armor DiRaja), stationiert im Süden von Kedah, und zwei Artilleriebataillone (3 und 5 Rejimen Artileri DiRaja).

#### 3. Division(3 Divisyen)

Zuständigkeitsbereich der 3. Division

Das Verantwortungsgebiet der 3. Division ist der Süden der malaiischen Halbinsel mit den Bundesstaaten Johor, Malakka, Negeri Sembilan sowie dem Osten von Pahang. Im Süden grenzt dieses Gebiet an Singapur. Die 3. Division ist die am schwersten ausgerüstete Division des Heeres und umfasst neben zwei Brigaden leichter Infanterie (1 und 7 Briged) mit je drei Bataillonen auch die 4. Mechanisierte Brigade (4 Briged Mekanis), der einzigen mechanisierten Infanterie Malaysias, mit drei Bataillonen. Zusätzlich verfügt sie über zwei Radpanzerbataillone und die mit vier Bataillonen größte Artillerieabteilung aller Divisionen. Eines der Artilleriebataillone setzt schwere 155-mm-Haubitzen ein, während die gesamte restliche Artillerie der Divisionen lediglich über leichte 105-mm-Haubitzen verfügt.

#### 4. Division(4 Divisyen)

Zuständigkeitsbereich der 4. Division

Die 4. Division ist die kleinste des Heeres. Sie ist für die Mitte der malaiischen Halbinsel zuständig, womit der Bundesstaat Selangor, der Süden von Perak, der Westen von Pahang sowie die beiden Bundesterritorien Kuala Lumpur und Putrajaya gemeint sind. Damit grenzt das Verantwortungsgebiet der 4. Division an kein Nachbarland, sondern liegt inmitten des malaysischen Staatsgebietes. Die dadurch fehlende Notwendigkeit der Grenzsicherung und -überwachung äußert sich in der geringen Anzahl von zwei Brigaden leichter Infanterie (11 und 12 Briged) mit insgesamt vier Infanterie- und zwei Reservistenbataillonen und dem vollständigen Fehlen von Panzer- und Artillerieverbänden. Zur vierten Division gehört das Wachbataillon des malaysischen Heeres, das zwar als Infanteriebataillon gerechnet wird, jedoch hauptsächlich protokollarischen Dienst exerziert, wozu etwa die repräsentative Wachfunktion vor bedeutenden Gebäuden wie dem Palast des malaysischen Königs oder das Stellen der militärischen Ehren bei Staatsempfängen gehören.

### Untere Befehlsebene
Jede Brigade umfasst mehrere Bataillone, die von einem Oberstleutnant kommandiert werden und jeweils etwa 720 Mann umfassen. Die nächstkleineren Verbände innerhalb eines Bataillons haben je nach Truppengattung verschiedene Bezeichnungen, bei der Infanterie und den meisten anderen Truppengattungen heißen sie Kompanie (Kompeni), bei der Panzertruppe dagegen Schwadron (Skuadron) und bei der Artillerie werden sie als Batterie (Bateri) bezeichnet. Angeführt wird ein solcher Verband von einem Major oder einem Hauptmann. Noch darunter steht der Zug (Platun, von englisch „platoon“) respektive Trupp (Terup), angeführt von einem Leutnant oder Oberleutnant. Die unterste operative Ebene bei der Infanterie ist die Gruppe (Seksyen, von englisch „section“), die aus acht Soldaten unter dem Befehl eines Korporals oder Sergeants besteht.

### Truppengattungen
Die Truppengattungen des malaysischen Heeres tragen in der Regel entsprechend der britischen Militärtradition die Bezeichnungen Regiment (rejimen) oder Korps (kor). Ebenso wurde die britische Tradition übernommen, dass das Heer – anders als Marine und Luftwaffe – nicht als Gesamtes den Titel „Königlich“ (malaysisch DiRaja) trägt, sondern dieser Titel den einzelnen Truppengattungen verliehen wird.

#### Kampftruppen(Pasukan Tempur)
- Königliches Malaiisches Regiment (Rejimen Askar Melayu DiRaja, RAMD) – Infanterie; einschließlich Fallschirmjäger & Mechanisierte Infanterie
- Königliches Ranger-Regiment (Rejimen Renjer DiRaja, RRD) – Infanterie; einschließlich Fallschirmjäger & Mechanisierte Infanterie
- Königliches Panzerkorps (Kor Armor DiRaja, KAD)
- Grenzregiment (Rejimen Sempadan, RS)

#### Kampfunterstützungstruppen(Pasukan Bantuan Tempur)
- Königliches Artillerieregiment (Rejimen Artileri DiRaja, RAD)
- Königliches Fernmelderegiment (Rejimen Semboyan DiRaja, RSD)
- Königliches Pionierregiment (Rejimen Askar Jurutera DiRaja, RAJD)
- Königliches Militärpolizeikorps (Kor Polis Tentera DiRaja, KPTD)
- Königliches Instandhaltungskorps (Kor Jurutera Letrik dan Jentera DiRaja, KJLJD)
- Königliches Nachrichtendienstkorps (Kor Risik DiRaja, KRD)

#### Unterstützungstruppen(Pasukan Bantuan Perkhidmatan)
- Königliches Sanitätskorps (Kor Kesihatan DiRaja, KKD)
- Verwaltungskorps (Kor Perkhidmatan Am, KPM)
- Königliches Nachschubkorps (Kor Perkhidmatan DiRaja, KPD)
- Königliches Munitionskorps (Kor Ordnans DiRaja, KOD) – Verwaltung der Munition und Explosivstoffe
- Korps für Religionsangelegenheiten der Streitkräfte – (Kor Agama Angkatan Tentera, KAGAT) – Militärseelsorge

#### Spezialeinheiten(Pasukan Khas)
- Regiment für Spezialoperationen (Rejimen Gerak Khas, RGK)
- Heeresfliegerstaffel (Pasukan Udara Tentera Darat, PUTD)
- Schnelle Eingreifkräfte (Pasukan Aturgerak Cepat, PAC) – Gestellt von den Infanteriebataillonen des RAMD und RRD

## Ausrüstung

Steyr AUG A1, das Ordonnanzgewehr der malaysischen Streitkräfte.

Prinzipiell untersteht Malaysia bei der Beschaffung seiner militärischen Ausrüstung keinen politischen Zwängen und verwendet Waffensysteme aus zahlreichen Ländern der Erde. Im Hinblick auf die Beschaffungsprozeduren wurden wiederholt Korruption und Vetternwirtschaft angeprangert. Der Schweizer Messerhersteller Victorinox, der das Heer 2007 mit 33.000 seiner Taschenmesser belieferte, äußerte sich zur undurchsichtigen Beschaffungspolitik. Demnach werden Neuanschaffungen stets über ehemalige Offiziere abgewickelt, die ihre Kontakte in die Streitkräfte nutzen, um als Mittelsmänner an den Geschäften zu verdienen. Neben höheren Kosten spielen dadurch taktische oder technologische Gesichtspunkte eine weniger große Rolle als vielmehr gute Kontakte zu den Entscheidungsträgern. Auffällig ist, dass das malaysische Heer immer wieder der weltweite erste Käufer eines Waffensystems ist, und so auf wenig praxiserprobte Technologie zurückgreift.

### Infanterieausrüstung

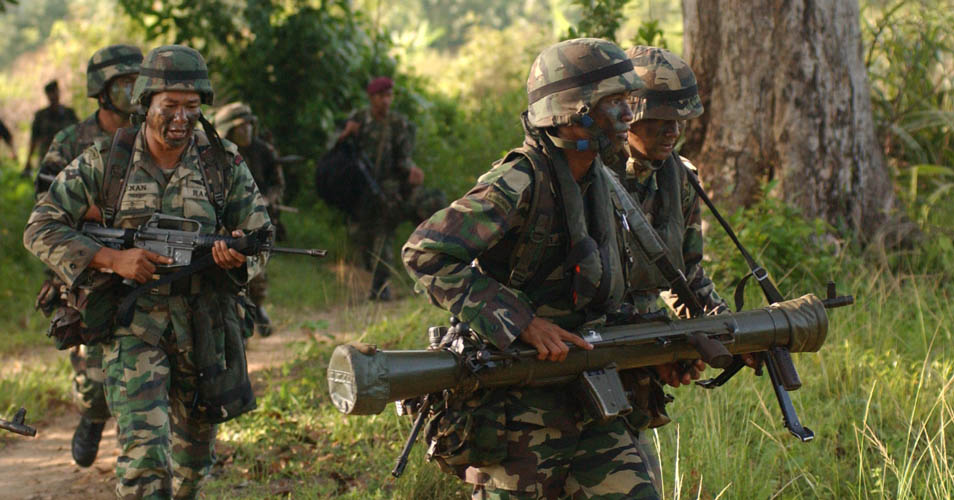
Malaysischer Soldat mit Panzerabwehrwaffe M2 Carl Gustaf.

Ordonnanzgewehr der malaysischen Streitkräfte ist seit Ende der 1980er-Jahre das österreichische Steyr AUG A1, das ab 1991 auch vor Ort in Lizenz produziert wurde. Es wurde allerdings in Teilen bereits vom amerikanischen Colt M4A1 abgelöst, das 2006 als neues Ordonnanzgewehr ausgewählt wurde und bis 2018 in einer Stückzahl von insgesamt 130.000 Waffen in den malaysischen Streitkräften eingeführt werden soll. Damit kehrt Malaysia zu einem bereits bekannten System zurück, da der Vorgänger des Steyr AUG das Colt M16A1 war, welches sich bei Reservisteneinheiten noch immer im Dienst befindet.
Aus Belgien stammen das leichte Maschinengewehr FN Minimi im Kaliber 5,56 × 45 mm und das Maschinengewehr FN MAG in 7,62 × 51 mm. Daneben werden auch ältere Bestände des deutschen HK 11 genutzt. Der amerikanische 40-mm-Unterlaufgranatwerfer M203 sowie der halbautomatische Mehrfachgranatwerfer Milkor MGL finden ebenfalls Verwendung.
Zur Bekämpfung gepanzerter Fahrzeuge stehen der Infanterie mehrere Waffen zur Verfügung, darunter die aus Schweden stammende M2 Carl Gustaf, die russische RPG-7 und die C-90CR aus Spanien. Spezialisierte Panzervernichtungstrupps der Infanterie verwenden die von einer Fahrzeuglafette abgefeuerte, sowjetische Panzerabwehrlenkrakete Metis M. Die Fallschirmjägerbrigade benutzt zudem die französische Eryx.
Mörser in den Kalibern 60 mm und 81 mm werden als Unterstützungswaffen eingesetzt.

### Uniform

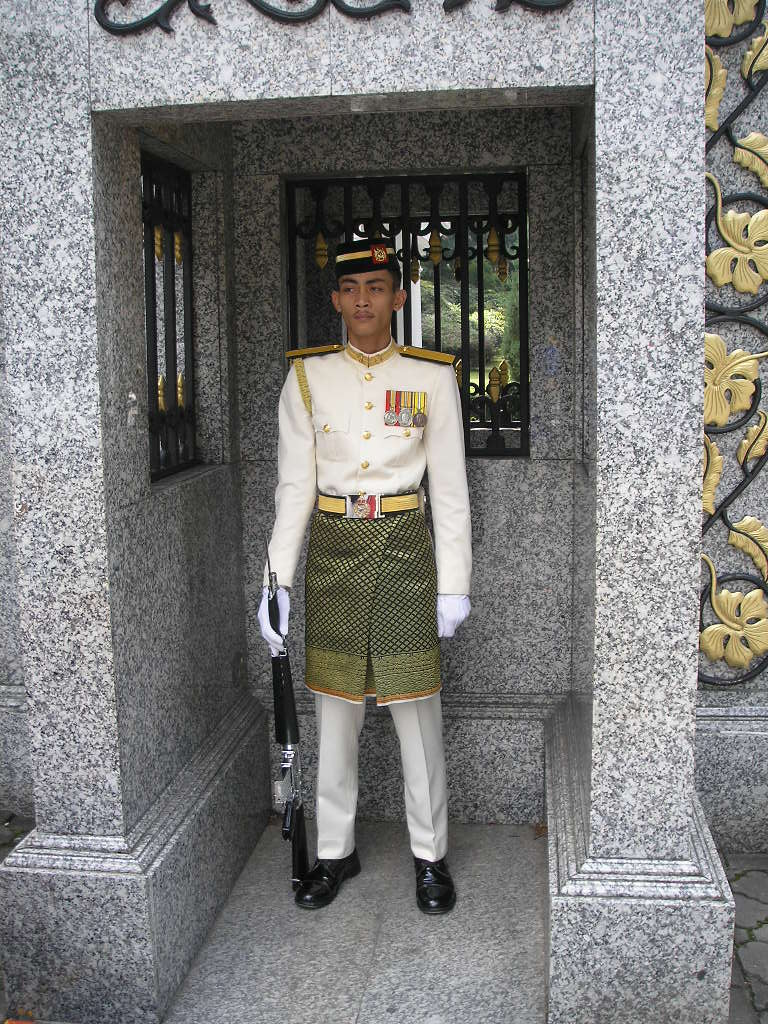
Palastwache in Paradeuniform.

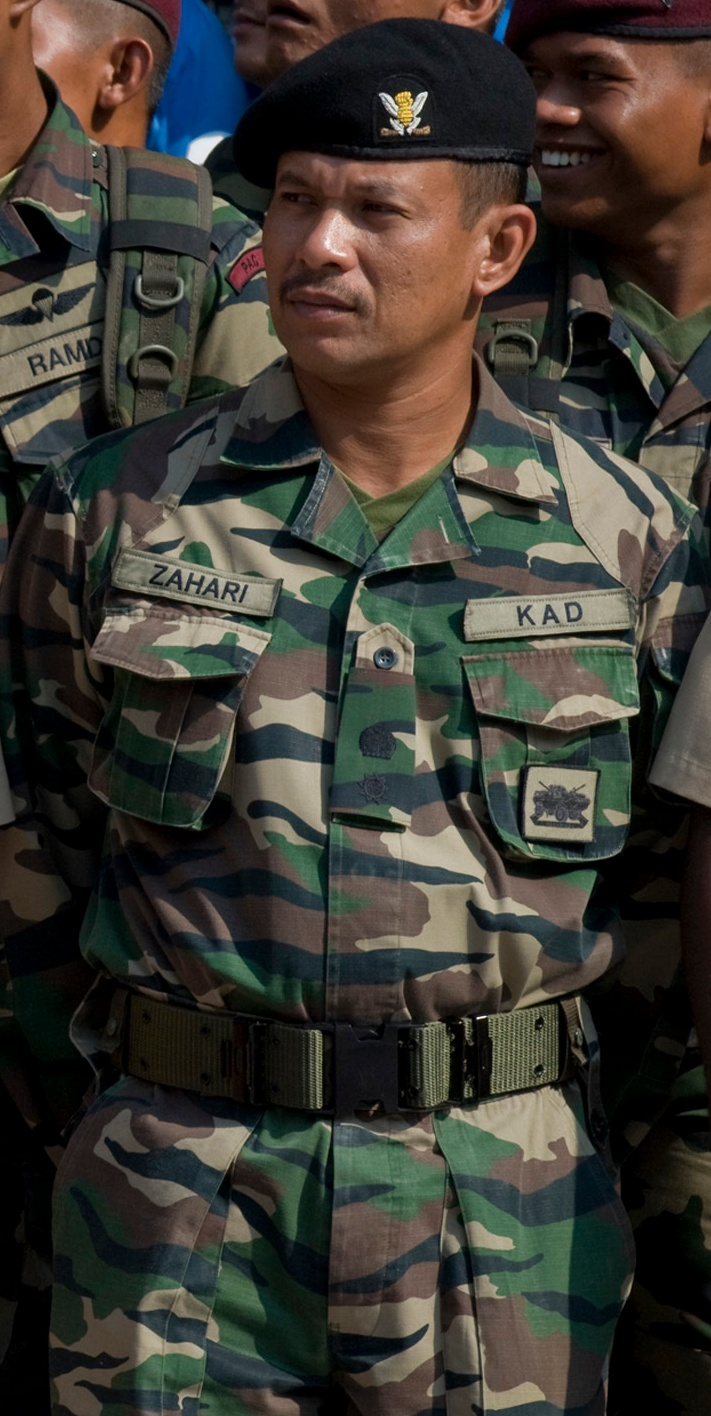
Oberstleutnant der Panzertruppe im Feldanzug.

Der Feldanzug (baju celoreng) der malaysischen Streitkräfte ist in einem Tarnmuster gehalten, das von schwarzen horizontalen Streifen im Stile der Fellzeichnung eines Tigers dominiert wird, die über einem Muster aus ungleichmäßig angeordneten grünen, braunen und hellbeigen Flecken verlaufen. Dieses Muster wird Harimau Belang (dt. „Tigerstreifen“) genannt und wird weltweit ausschließlich von Malaysia benutzt. Für die Soldaten, die sich am UNIFIL-Einsatz im Libanon beteiligen, wurde eine Wüstenversion des Harimau Belang eingeführt, bei der die Streifen in einem Braunton und das darunterliegende Muster in verschiedenen Sandfarben gehalten sind.
Die Soldaten des Gardebataillons (1 Rejimen Askar Melayu DiRaja), die unter anderem die Istana Negara, den Palast des malaysischen Königs in Kuala Lumpur, bewachen, tragen eine besondere Paradeuniform, die sich am Baju Melayu, der traditionellen Kleidung der Malaien, orientiert. Sie besteht im Wesentlichen aus einem weißen Anzug mit Dienstgraden und Auszeichnungen, einem Samping genannten Wickelrock um die Hüften und dem Songkok, der klassischen malaiischen Kopfbedeckung. Ergänzt wird diese Uniform durch ein verchromtes M16A1-Sturmgewehr.

### Gepanzerte Fahrzeuge

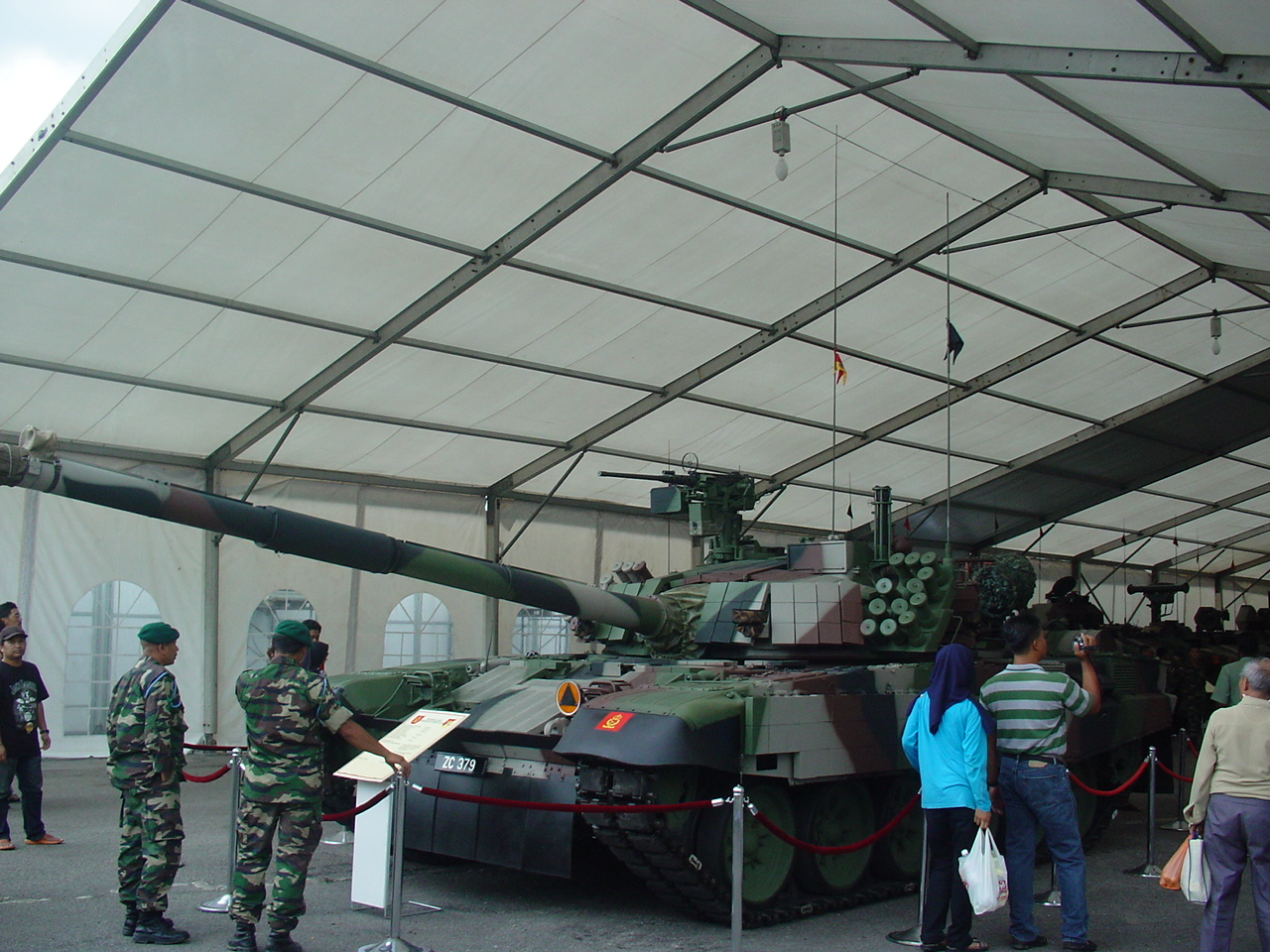
Kampfpanzer PT-91M Pendekar aus Polen.

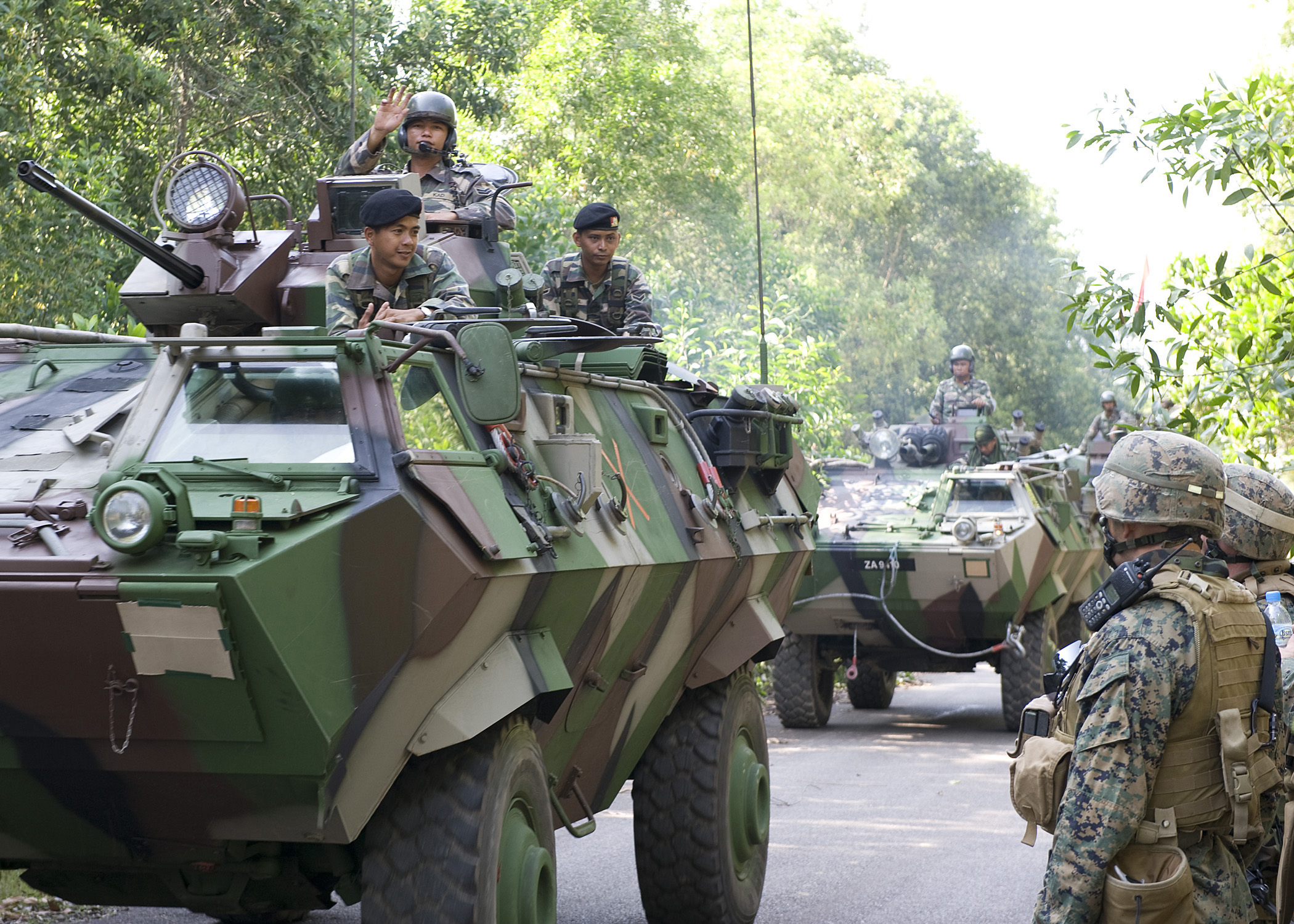
Radpanzer Condor aus Deutschland.

Das Heer verfügt über 48 Kampfpanzer vom Typ PT-91M Pendekar des polnischen Rüstungsherstellers Bumar Łabędy, die 2002 bestellt und von 2005 bis 2009 ausgeliefert wurden. Zuvor verfügte Malaysia nicht über Kampfpanzer.
Die übrigen vier Panzerbataillone sind mit Radpanzern ausgestattet, die in den frühen 1980er-Jahren beschafft wurden. Dabei handelt es sich um insgesamt 186 amphibische 6×6-Radpanzer vom Typ SIBMAS aus Belgien sowie etwa 450 amphibische 4×4-Radpanzer vom Typ Condor aus Deutschland. Diese Fahrzeuge werden im Verbund eingesetzt. 162 der SIBMAS sind mit einer Bordkanone im Kaliber 90 mm ausgerüstet (der Rest sind Bergepanzer), die Condor sind als Mannschaftstransporter mit 20-mm-Maschinenkanone oder 7,62-mm-Zwillingsmaschinengewehr ausgerüstet, aber auch in den Varianten Sanitätspanzer, Bergepanzer und Führungsfahrzeug vorhanden.
Ebenfalls in den 1980er-Jahren wurden aus Großbritannien 26 leichte Panzer vom Typ Scorpion 90 sowie 25 Mannschaftstransportpanzer vom Typ Stormer beschafft. Die Fahrzeuge dienen unter anderem als gepanzertes Element in der 10. Luftlandebrigade. Die 90-mm-Kanone des Scorpion 90 ist identisch mit der des SIBMAS, die Bewaffnung der Stormer entspricht derjenigen der Condor-Varianten.
Seit Anfang des Jahrtausends besitzt das Heer eine Brigade mechanisierter Infanterie, die 4. Mechanisierte Brigade (4 Briged Mekanis). Diese besitzt insgesamt 211 im Jahr 2000 georderte Kettenfahrzeuge vom Typ ACV-300 Adnan aus der Türkei, die unter anderem als Schützenpanzer, 81-mm-Panzermörser und Raketenjagdpanzer eingesetzt werden. 2008 erfolgte die Bestellung von weiteren 48 ACV-300 sowie 8 ACV-S (einer verlängerten Variante). Letztere dienen als Basis eines 120-mm-Panzermörsers.
1993 beschaffte Malaysia im Eilverfahren 111 Transportpanzer vom Typ K-200 KIFV aus Südkorea, lokal MIFV (Malaysian Infantry Fighting Vehicle) genannt. Grund war der dringende Bedarf für den UNPROFOR-Einsatz im Balkan. Neben der Mannschaftstransportvariante wurden unter anderem auch Panzermörser und Bergefahrzeuge beschafft. Nach Beendigung des Einsatzes gingen diese Fahrzeuge in den regulären Dienst über und sind heute ebenfalls in der 4. Mechanisierten Brigade zu finden.
Im April 2010 unterzeichnete Malaysia einen Vertrag zur Lieferung von 257 türkischen 8×8-Radpanzern vom Typ Pars, der lokal bis 2016 unter dem Namen AV-8 in Lizenz gefertigt werden soll. Der Pars/AV-8 soll die alternden SIBMAS und Condor ablösen.
Bereits außer Dienst gestellt sind einige ältere Typen wie der gepanzerte Spähwagen Ferret oder der amerikanische V-150-Radpanzer.

### Artillerie
Das Hauptwaffensystem der Artillerie ist die kompakte 105-mm-Haubitze Modell 56 aus Italien, von der das Heer bereits in den frühen 1960er-Jahren über 150 Geschütze beschaffte. Die Haubitze wird von den Artilleriebataillonen der Divisionen eingesetzt. Zahlenmäßig weit seltener sind die 155-mm-Haubitzen FH 70 aus Großbritannien und G5 Mk 3 aus Südafrika, von denen Malaysia 12 bzw. 28 Geschütze besitzt. Die FH 70 wurden in den frühen 1980er-Jahren beschafft, die G5 Mk 3 im Jahr 2004.
Von dem brasilianischen Mehrfachraketenwerfersystem ASTROS II besitzt das Heer 18 Fahrzeuge. Sie wurden im Jahr 2000 bestellt und 2002 ausgeliefert. Die ASTROS II werden in je drei Batterien zu sechs Fahrzeugen beim 51. Artilleriebataillon (51 Rejimen Artileri DiRaja) eingesetzt. Als Führungs- und Beobachtungsfahrzeug werden 4×4-Radpanzer vom Typ AV-VBL genutzt. Über die Aufstellung eines weiteren ASTROS-II-Bataillons wird nachgedacht.
Das schwedische Artillerieaufklärungsradar ARTHUR, montiert auf Kettenfahrzeugen vom Typ Bandvagn 206, wird ebenfalls eingesetzt.

### Flugabwehr

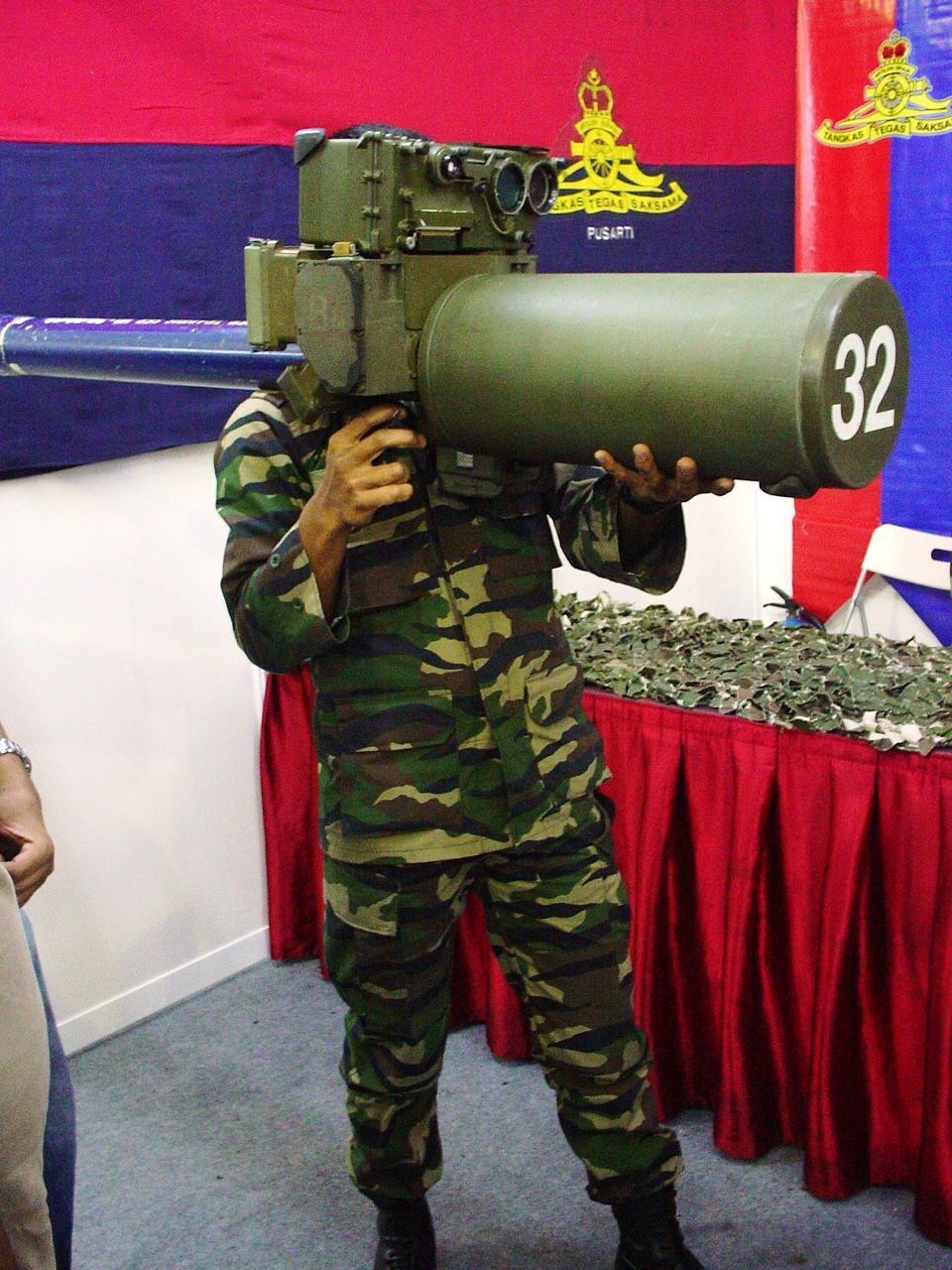
Starburst MANPADS.

Das Heer verfügt ausschließlich über Flugabwehrsysteme für den Nahbereich (SHORAD – Short Range Air Defence). Die weiträumige Luftraumsicherung ist Aufgabe der Luftstreitkräfte.
Von dem 2006 ausgelieferten radargestützten Flugabwehrraketensystem Jernas, einer modernisierten Version der britischen Rapier, besitzt Malaysia drei Systeme. Jedes besteht aus einem Rundum-Suchradar, einem Folgeradar sowie zwei Werfern mit je acht Raketen und der optischen Zieleinrichtung, und verschießt Lenkraketen mit einer Höchstgeschwindigkeit von Mach 2,5 und einer Reichweite von 8 km. Alle Komponenten sind auf konventionellen PKW-Anhängern montiert. Ergänzt werden diese durch 12 Exemplare des Schweizer Flugabwehrkanonensystems Skyguard mit radargeleiteten 35-mm-Zwillingskanonen GDF-003. Zusätzlich existieren noch etwa 30 ältere, manuell bediente 40-mm-Bofors-Geschütze.
2005 wurden zwei Exemplare des Luftraumüberwachungsradars TRML-3D mit einer Reichweite von 200 km beschafft, die bis 2008 ausgeliefert wurden.
Neben diesen stationären Flugabwehrsystemen verfügt das Heer auch über mehrere schultergestützte MANPADS-Systeme, namentlich die britische Starburst, die russische 9K38 Igla, die pakistanische Anza Mk II und die chinesische FN-6. Starburst und Igla sind teilweise auf Fahrzeuglafetten fest installiert.

### Fluggerät
Da das Gros der Lufttransportaufgaben in der Hand der Luftstreitkräfte liegt, verfügt die sehr kleine Heeresfliegertruppe lediglich über 11 italienische Agusta A109LOH für leichte Transportaufgaben und Aufklärungsmissionen. Sie sind mit Waffenpylonen für ungelenkte Raketen oder Maschinengewehre ausgerüstet. Die französische SA-319 Alouette III, von der einige Exemplare von den Luftstreitkräften an das Heer übergeben wurden, wird als Ausbildungshubschrauber genutzt.
Im März 2015 begann die Übernahme von bis zu 12 Sikorsky S-61 „Nuri“ von den Luftstreitkräften, die durch die 881. Squadron in Kluang/Johor betrieben werden.

## Kooperation mit fremden Streitkräften

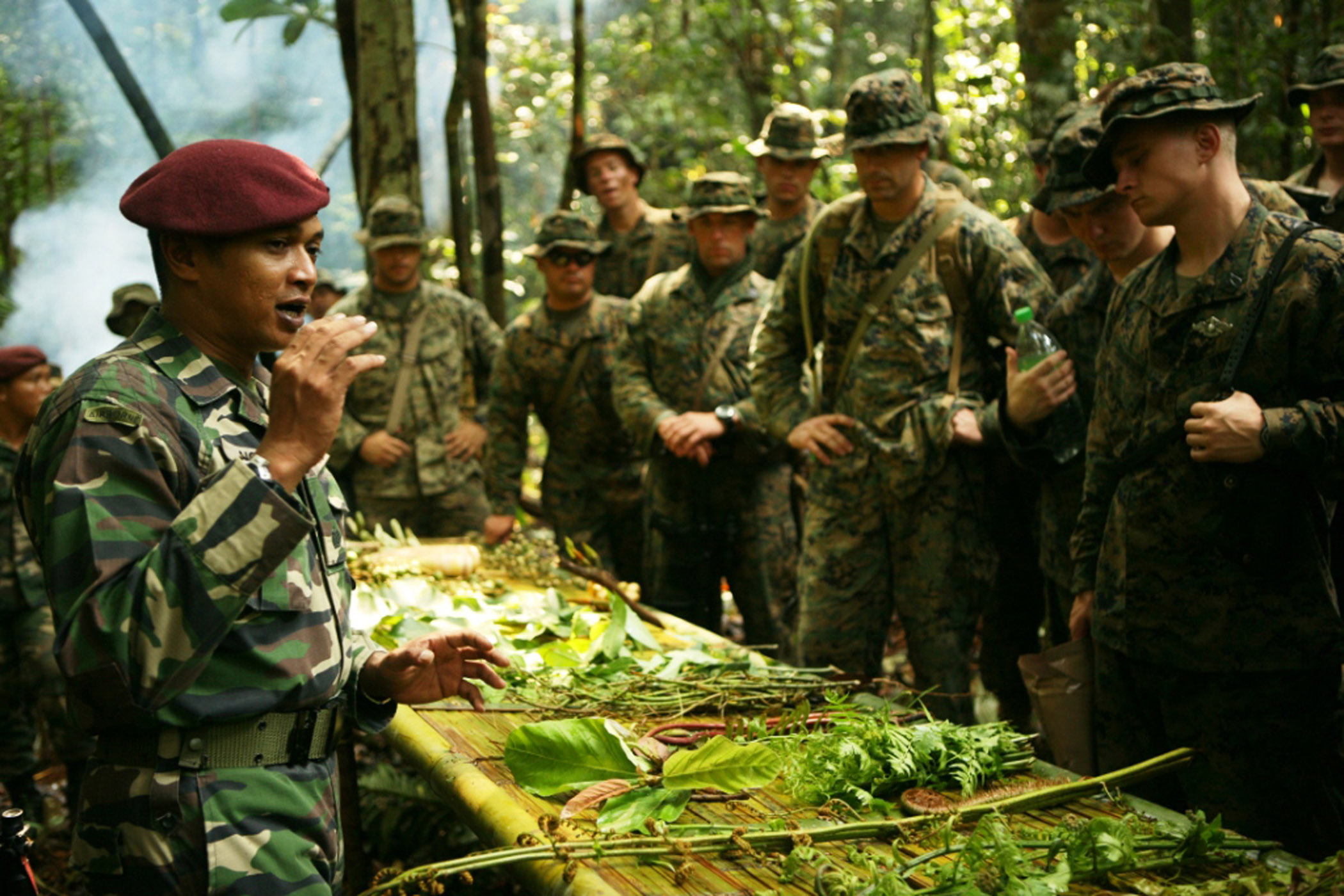
US Marines während eines Jungle Survival Course im Rahmen von CARAT 2009.

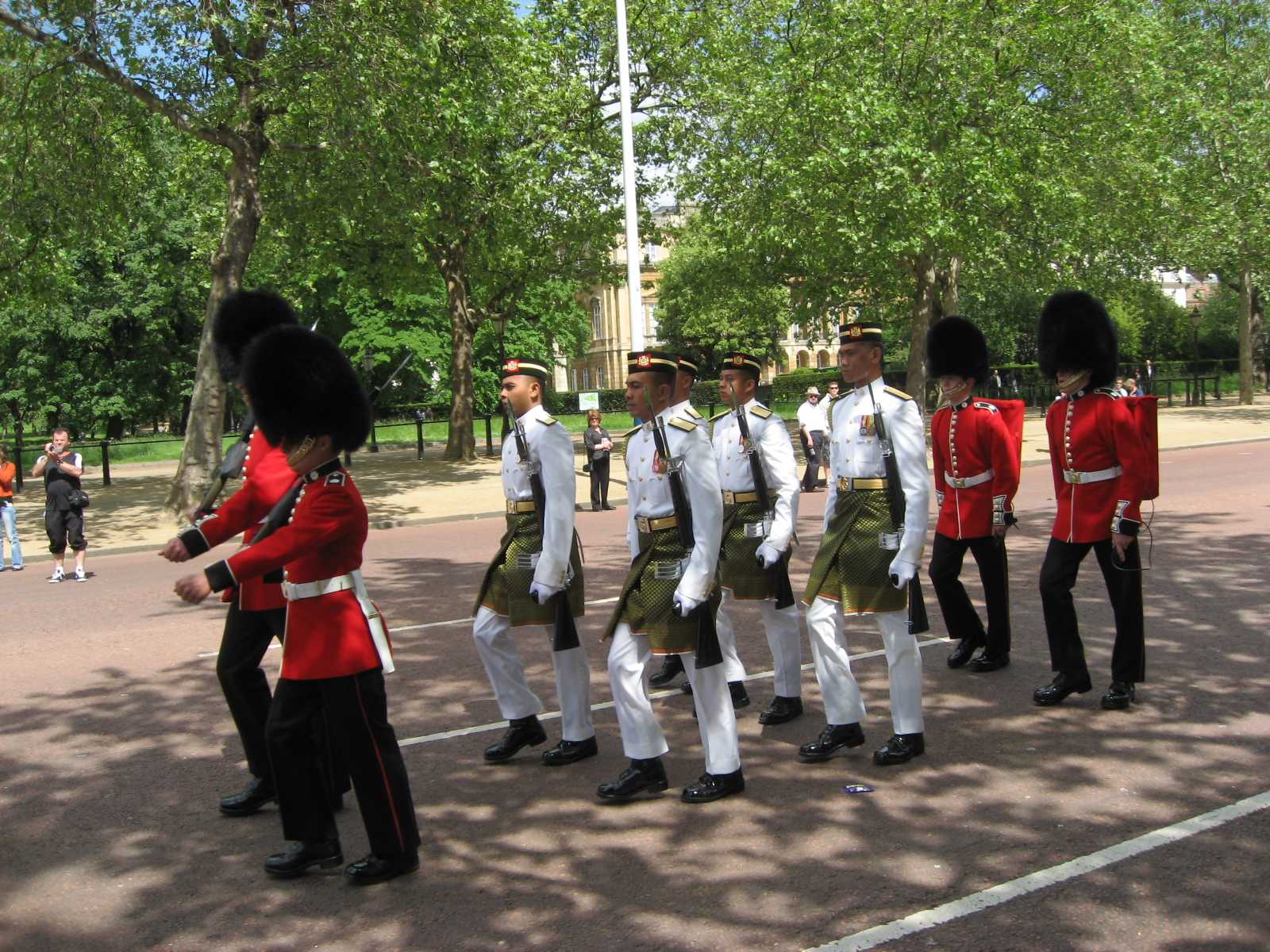
Malaysische Wachsoldaten mit britischen Foot Guards in London

Das malaysische Heer nimmt zusammen mit der Marine seit 1995 am jährlichen Manöver Cooperation Afloat Readiness and Training (CARAT) teil, das die US Navy und das US Marine Corps abhalten, und dabei nacheinander mit verschiedenen südostasiatischen Streitkräften trainieren.
Mit den südostasiatischen Nachbarn werden regelmäßig gemeinsame Übungen abgehalten, so etwa das jährliche ASEAN Armies Rifles Meet (AARM), wo Soldaten aller ASEAN-Mitgliedsstaaten in verschiedenen Disziplinen Schießwettbewerbe austragen. Der Spezialkräfteverband Grup Gerak Khas (GGK) übte wiederholt mit den Spezialeinheiten der Nachbarländer, im März und April 2010 fand etwa die binationale Übung Malindo Latgabma Darsasa 2010 statt, bei der die GGK gemeinsam mit der indonesischen Heeresspezialeinheit Kopassus Geiselrettungsübungen durchführte.
Das zeremonielle Wachbataillon des malaysischen Heeres, 1 Rejimen Askar Melayu DiRaja, erhielt im Mai 2008 als vierte ausländische Einheit insgesamt und als erste vollständig muslimische Einheit überhaupt, die Gelegenheit, gemeinsam mit den Soldaten der britischen Queen’s Guard die zeremonielle Wachfunktion an den königlichen Residenzen in London, etwa dem Buckingham Palace, zu verrichten.
Australien unterhält mit der Base Butterworth als einziger ausländischer Staat eine ständige Militärpräsenz in Malaysia. In Butterworth ist permanent eine Infanterieeinheit in Zugstärke der Australian Army anwesend, mit diesen Truppen finden regelmäßig gemeinsame Übungen statt.

## Beteiligung an internationalen Operationen
Soldaten des malaysischen Heeres nahmen an mehreren internationalen Operationen teil. Bereits von Oktober 1960 bis April 1963 beteiligten sich über 1000 Soldaten aus Malaya an der UNOC-Mission im afrikanischen Kongo.
In den 1990er-Jahren beteiligte sich Malaysia mit etwa 1000 Soldaten an der UNOSOM-II-Mission in Somalia. Während der Schlacht von Mogadischu am 3. und 4. Oktober 1993 unterstützte das malaysische Kontingent die Rettung der eingeschlossenen US-Truppen durch die Bereitstellung seiner Condor-Radpanzer. Während der Gefechte wurden zwei dieser Fahrzeuge durch Beschuss mit Panzerabwehrwaffen zerstört, ein malaysischer Soldat wurde dabei getötet. Später hatte der malaysische Generalleutnant Aboo Samah als Force Commander von Januar 1994 bis März 1995 den militärischen Oberbefehl über die Mission.
Zudem beteiligte sich Malaysia mit zeitweise 1500 Soldaten an den Einsätzen UNPROFOR, IFOR und SFOR im ehemaligen Jugoslawien.
Von Mai bis August 2006 waren malaysische Soldaten Teil an der Operation Astute, einer internationalen Einsatzgruppe unter australischer Führung, die nach Osttimor verlegte, nachdem es dort zu schweren Unruhen gekommen war. Als diese schnelle Eingreiftruppe im August 2006 durch die von den Vereinten Nationen gedeckte UNMIT-Mission abgelöst wurde, wurden die malaysischen Soldaten durch die malaysische Polizei abgelöst.
Seit Juli 2009 beteiligen sich malaysische Soldaten am UNIFIL-Einsatz im Libanon. Das malaysische Kontingent umfasst seit Anfang 2011 etwa 1000 malaysische und 100 Soldaten der Streitkräfte Bruneis.

## Rekrutierungskultur
Wie im Rest der malaysischen Streitkräfte existiert auch im Heer ein starkes ethnisches Ungleichgewicht. Die Malaien machen in der Gesamtbevölkerung Malaysias einen Anteil von etwa 50 % aus, stellen jedoch nahezu 90 % der Soldaten. Ethnische Chinesen und Inder, bei denen es sich hauptsächlich um Nachkommen von Immigranten aus dem 19. Jahrhundert handelt, bilden zwar 23 % bzw. 7 % der Gesamtbevölkerung, stellen jedoch jeweils weniger als 1 % aller Soldaten. Die restlichen 8 % der Soldaten rekrutieren sich aus der Vielzahl der kleineren malaysischen Volksgruppen. In Malaysia gibt es eine breite öffentliche Diskussion über diese Diskrepanz, so geriet im November 2010 der amtierende Verteidigungsminister Malaysias, Ahmad Zahid Hamidi, unter starken Druck, nachdem er äußerte, der geringe Anteil der Chinesen und Inder ließe sich möglicherweise mit fehlendem Patriotismus dieser beiden Volksgruppen erklären. Diese Äußerungen wurden von den Betroffenen umgehend zurückgewiesen, als Erklärung für den geringen Anteil wurde eine systematische Bevorzugung der Malaien angeführt, aufgrund derer viele qualifizierte chinesische und indische Dienstwillige bereits bei der Bewerbung abgelehnt würden. Die wenigen Chinesen und Inder, die es tatsächlich in die Streitkräfte schafften, wären zudem einem starken Mobbing durch ihre malaiischen Kameraden ausgesetzt. Als Folge dieser Debatte gelobte die malaysische Regierung, sich um eine Erhöhung der Zahl chinesischer und indischer Soldaten zu bemühen. Die Spannungen zwischen den malaiischen, chinesischen und indischen Volksgruppen spielen auch außerhalb der Streitkräfte eine große Rolle, da ersteren von Gesetz wegen viele sozioökonomische Vorteile zustehen, durch die sich Chineser und Inder vielfach in ihrer persönlichen Entfaltungsmöglichkeit eingeschränkt sehen. Ein Beispiel hierfür ist etwa die 1971 in Kraft getretene New Economic Policy.